# 國立中山大學行銷傳播管理研究所
國立中山大學行銷傳播管理研究所（英語：Institute of Marketing Communication, National Sun Yat-sen University），簡稱中山行傳所。其成立於1997年，前身為國立中山大學傳播管理研究所，隸屬於國立中山大學管理學院，該院是大中華區第五、台灣第一且連續三次通過AACSB認證的國立大學。依據歐洲權威商學院排名機構Eduniversal排名，其於「遠東區」名列「行銷傳播類」第9名，為全台排名第一的傳播系所。

## 簡介
國立中山大學行銷傳播管理研究所是國內第一所結合傳播與管理之研究所，結合傳播事業經營管理、傳播科技與政策、行銷管理與公共關係三個領域，培養具有管理專長的行銷傳播人才，同時也是目前全國唯一結合傳播與行銷管理之行銷傳播管理研究所，畢業碩士生授予工商管理碩士學位（Master of Business Administration, MBA）。

## 沿革
- 1997年，國立中山大學傳播管理研究所。
- 2002年，招收碩士在職專班。
- 2008年，開設「傳播管理組」博士班課程。
- 2014年，更名為「行銷傳播管理研究所」。

## 歷任所長
| 任次 | 就任時間  | 卸任時間  | 姓名   |
| ---- | --------- | --------- | ------ |
| 一   | 1997年8月 | 1999年7月 | 梁定澎 |
| 二   | 1999年8月 | 2000年7月 | 葉匡時 |
| 三   | 2000年8月 | 2001年7月 | 蔡敦浩 |
| 四   | 2001年8月 | 2003年7月 | 張玉山 |
| 五   | 2003年8月 | 2006年1月 | 朱斌妤 |
| 六   | 2006年2月 | 2006年7月 | 蕭蘋   |
| 七   | 2006年8月 | 2007年1月 | 林新沛 |
| 八   | 2007年2月 | 2007年8月 | 吳濟華 |
| 九   | 2009年9月 | 2010年7月 | 鄭炳強 |
| 十   | 2010年8月 | 2011年1月 | 黃三益 |
| 十一 | 2011年1月 | 2015年7月 | 蕭蘋   |
| 十二 | 2015年8月 | 2018年7月 | 李雅靖 |
| 十三 | 2018年7月 | 2021年7月 | 蕭蘋   |
| 十四 | 2021年7月 | 2025年7月 | 王紹蓉 |
| 十五 | 2025年7月 | 迄今      | 周軒益 |

## 學術成就

### AACSB國際學術認證
- 2005年，通過國際商管學院促進協會（AACSB）國際學術認證，為台灣第一所通過該認證的國立大學。
- 2010年，台灣第一所通過再認證的國立大學。
- 2015年，連續三次通過AACSB認證的國立大學。

### 英國《金融時報》世界排名
全球商業界最具影響力的英國《金融時報》調查全球商學管理碩士百大排行榜（Executive MBA Ranking），全球EMBA百大評比標準包括現在薪資、薪資成長率、職涯發展、工作經驗等評比及目標達成率等項目。
- 2014年，EMBA世界排名第83名（页面存档备份，存于）。國立中山大學管理學院EMBA榮獲全球排名（Executive MBA Ranking 2014）第83名，是台灣唯一進榜的大學。
- 2015年，英國金融時報（Financial Times）全球EMBA排名，中山管院EMBA名列全球第64名，為連續兩年全台為一入榜大學。
- 2017年，英國金融時報（Financial Times）全球商管碩士排名，其EMBA與MBA分別位居世界第69、90名，全台唯一。

### 世界1000大商學院排名
依據在歐洲擁有廣大聲譽的「Eduniversal商學院排名網」的資料，臺灣有七所大學的商管學院被分別列入世界1000大商學院，其中，中山大學位在「頂尖商學院」（TOP BUSINESS SCHOOL WITH SIGNIFICANT INTERNATIONAL INFLUENCE）之列，排名為世界前300大、與臺大、政大位居全國前3。

### Eduniversal棕櫚樹獎
Eduniversal2019年全球最佳1000大商學院棕櫚樹獎，全球9大區域共有154個國家的商學院入選，根據國民人均教育投入、人均國民生產總值、人口數量和在校生等標準，得出每個國家最後的入選名額。
- 2019年，Eduniversal棕梠樹獎「遠東區」排名，中山行傳所名列「傳播類」最佳校系第9，為全台排名第一的傳播系所[4]。

## 學程

### 所內
- 「數位行銷」領域
- 「社會文化行銷」領域

### 跨國
- ACT全球商管學程：與維多利亞大學 (加拿大)、約翰克卜勒林茲大學（奧地利）合辦，並入選國合會「2018年雙邊交流典範案例」
- 法國ESSCA雙聯學位：與昂傑高等商學院（法國）合辦
- 法國KEDGE雙聯學位：與Kedge商學院（法國）合辦
- 奧地利JKU雙聯學位：與約翰克卜勒林茲大學合辦
- 英國NTU雙聯學位：與諾丁漢大學（英國）合辦
- 美國UCR 1+1/1+2碩士學程：與加利福尼亞大學河濱分校（美國）合辦

## 出版物
- 電子商務時報（页面存档备份，存于）
- 行傳所電子報[永久]

## 外部連結
- 國立中山大學行銷傳播管理研究所（页面存档备份，存于）
- 國立中山大學行銷傳播管理研究所粉絲專頁
- 國立中山大學行銷傳播管理研究所部落格（页面存档备份，存于）